# Aghaali Ibrahimov
Aghaali Musallim oglu Ibrahimov (en azerí: Ağaəli Müsəllim oğlu İbrahimov; Bakú, Unión Soviética, 6 de febrero de 1946) es un pintor de Azerbaiyán, secretario de la Unión de Artistas de Azerbaiyán, galardonado con el título de Artista del Pueblo de la República de Azerbaiyán.

## Biografía
Aghaali Ibrahimov nació el 6 de febrero de 1946 en Bakú.
Después de graduarse de la escuela secundaria estudió en la Escuela Estatal de Arte en nombre de Azim Azimzade entre 1960 y 1966. Entre 1969 y 1974 estudió en la Universidad Estatal de Cultura y Arte de Azerbaiyán.
Aghaali Ibrahimov ha participado en las exposiciones nacionales e internacionales. Las obras del pintor se han exhibido en Rusia, Turquía, Estados Unidos, Francia, Alemania, Italia, Gran Bretaña, Siria, Bulgaria y otros países.
Aghaali Ibrahimov ha sido miembro de la Unión de Artistas de Azerbaiyán desde 1975.

## Premios y títulos
- Artista de Honor de la República de Azerbaiyán (2002)[4]

- Artista de Pueblo de la República de Azerbaiyán (2006)